# Mid-Ocean Escort Force

La Mid-Ocean Escort Force (MOEF) désigne l'organisation d'escortes anti-sous-marines pour les convois commerciaux de la Seconde Guerre mondiale entre le Canada et Terre-Neuve et les îles britanniques. L'attribution d'escortes américaines, britanniques et canadiennes à ces convois refléte les préférences des États-Unis lors de leur déclaration de guerre[pas clair].  L'organisation persiste pendant l'hiver 1942-1943 malgré le retrait des navires américains des groupes d'escorte. À l'été 1943, les escortes américaines de l'Atlantique se concentrent sur les convois CU les plus rapides et les convois UG entre la baie de Chesapeake et la mer Méditerranée ; seules les escortes britanniques et canadiennes protègent les convois HX, convois SC et les convois ON.

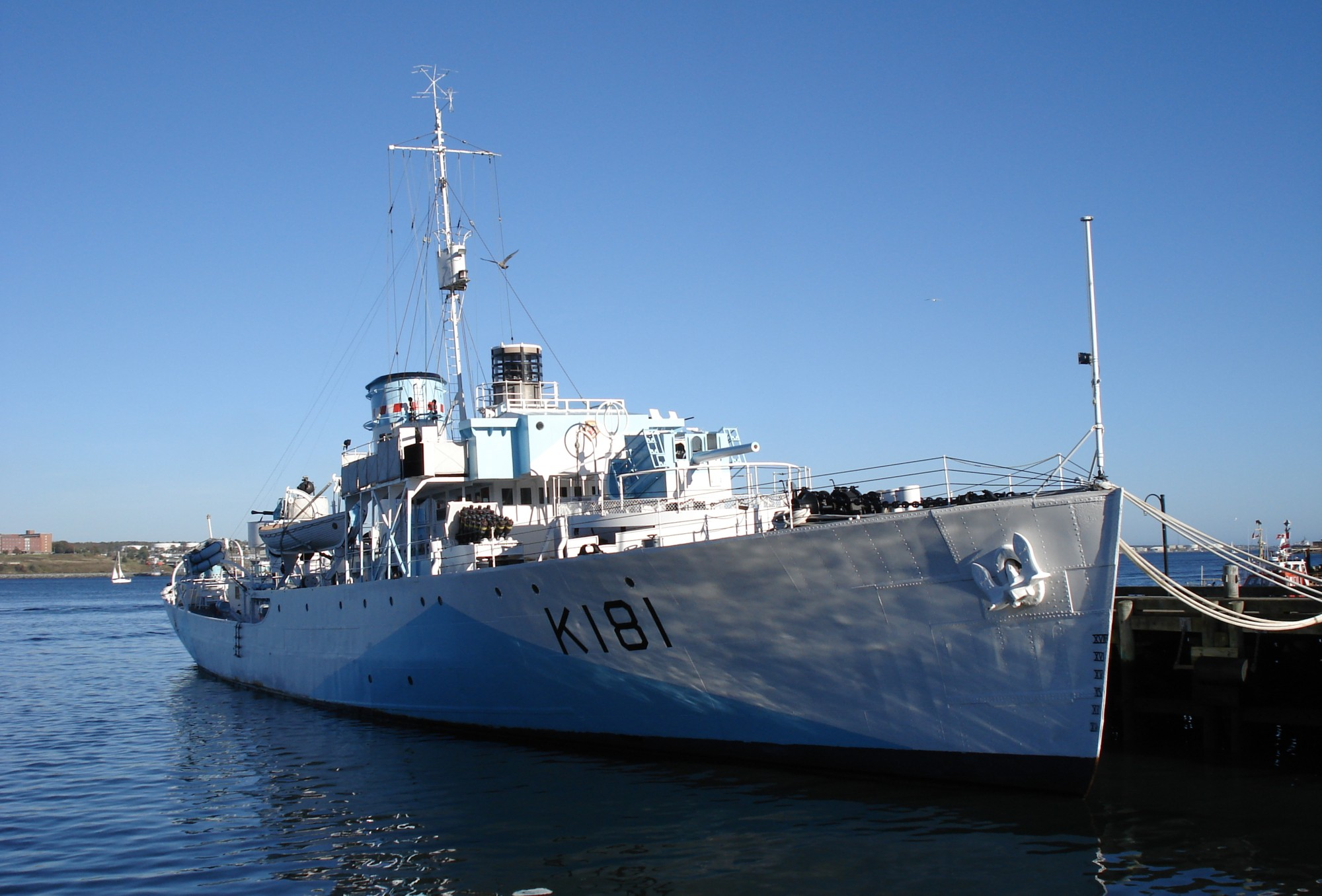
Le, conservé dans le port d'Halifax, serait le seul temoin de la classe Flower du MOEF.

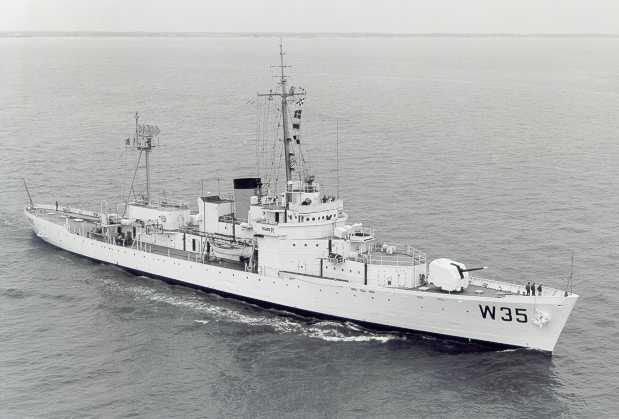
Le cotre de la Garde côtière des États-Unis, ici dans une configuration d'après-guerre, est l'un des rares navire d'escorte du MOEF préservé.

## Contexte
Sur la base de son expérience pendant la Première Guerre mondiale, l'Amirauté institue des convois commerciaux dans les eaux côtières du Royaume-Uni à partir de septembre 1939. Des escortes anti-sous-marines sont disposées en fonction de la menace perçue. Les premiers sous-marins allemands de type II provenant de bases d'Allemagne ne sont pas en mesure de sortir des eaux côtières européennes. Après l'acquisition de bases sous-marines en Norvège et en France, des sous-marins allemands de type IX, type VII et type XIV ravitaillés en carburant opèrent en plein Atlantique au-delà de la portée des avions patrouilleurs. De nombreuses escortes anti-sous-marines n'ont pas le rayon d'action nécessaire pour accompagner les convois à travers l'Atlantique. Le HX-129 appareille de Halifax le 27 mai 1941 en tant que premier convoi doté d'une escorte pendant tout le voyage. Les escortes basées au port d'Halifax confient le HX-129 à des escortes basées à Terre-Neuve puis à des escortes basées en Islande, qui à leur tour, passent le convoi à des escortes basées dans les approches occidentales, les navires marchands arrivant alors avec un fort niveau de sécurité.

## Escortes américaines

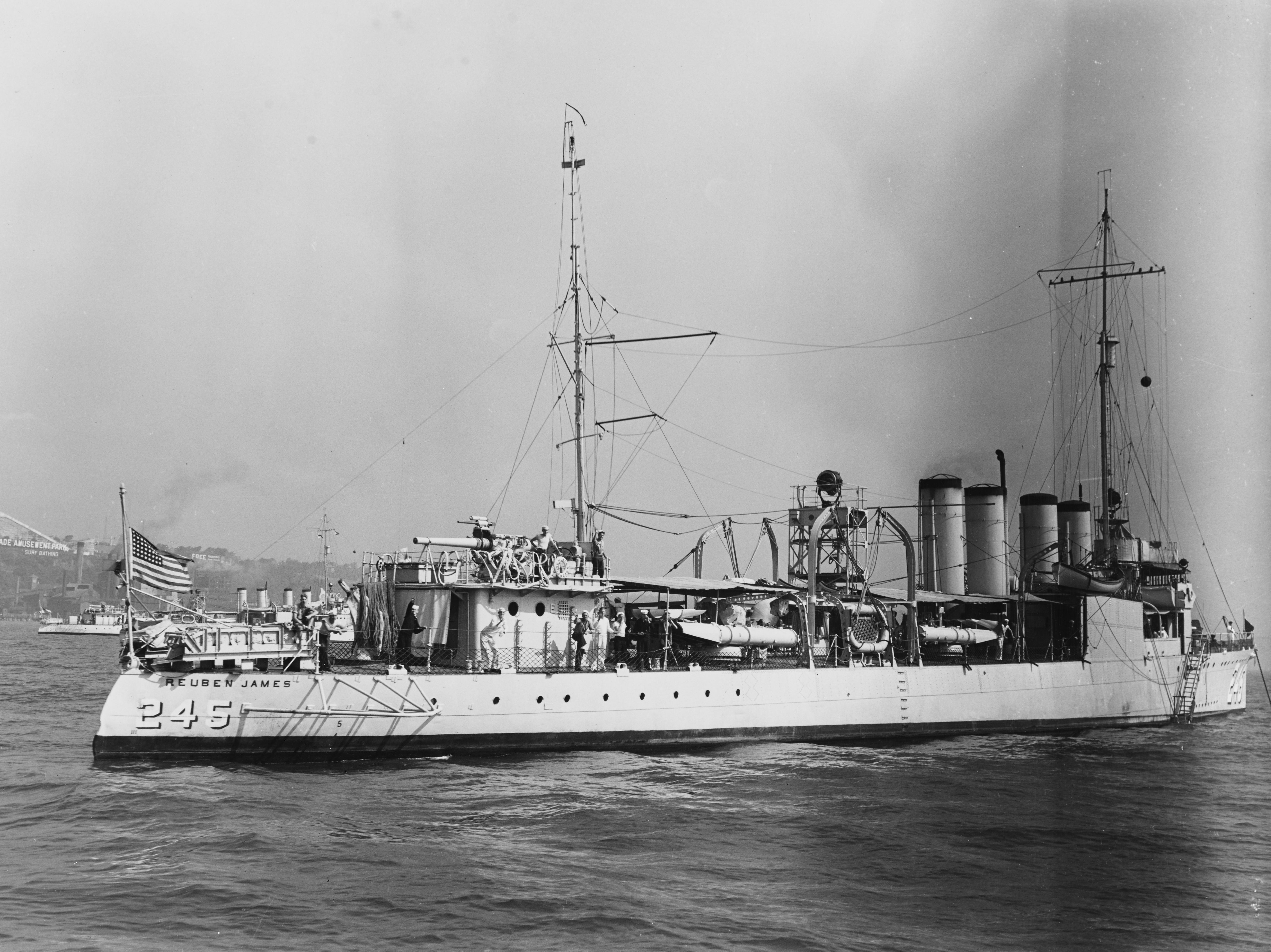
L' a été coulé alors qu'il escortait le convoi HX 156.

Le 9 août 1941 à Terre-Neuve, le président Franklin D. Roosevelt accepte de fournir des destroyers américains pour la partie Canada-Islande aux convois HX et aux convois ON en direction de l'Ouest. Le HX-150 prend la mer le 16 septembre 1941, premier convoi disposant d'une escorte américaine. L'ON-18 navigue le 24 septembre premier convoi en direction de l'Ouest comprenant une escorte américaine. La Marine royale canadienne, quant à elle, continue d'escorter les convois SC et leurs homologues ON, plus lents. Les groupes d'escorte canadiens passent alors de quatre navires à six — généralement un destroyer de classe River, en compagnie de cinq corvettes de la classe Flower.
Le destroyer de la classe Gleaves Kearny est torpillé alors qu'il escorte le convoi SC-48 le 17 octobre 1941. Le destroyer de la classe Clemson Reuben James est torpillé et coulé le 31 octobre 1941 alors qu'il escorte le convoi HX-156. Lorsque les États-Unis rejoignent la guerre, les groupes d'escortes américains réunissent généralement cinq destroyers, bien que six cotres de la classe Treasury (en) de la Garde côtière américaine soient inclus dans le groupe de navires participants à ces d'escorte.

## Organisation d'escortes de longue portée
Alors que la marine des États-Unis s'efforce de trouver suffisamment de destroyers pour répondre aux besoins d'escorte du Pacifique et du littoral atlantique, vulnérable, la route la plus courte de Terre-Neuve aux îles Britanniques est considérée comme un moyen d'éliminer les retards au point de rencontre et de réduire le nombre de destroyers nécessaires à l'escorte de convois entre le Canada et le Royaume-Uni. Les premières propositions des États-Unis, le 24 janvier 1942, aboutissent, début février, à l'accord et à l'organisation de la force d'escorte médio-océanique de quatorze groupes d'escorte. Les groupes d'escorte dirigés par les États-Unis sont identifiés par la lettre « A » ; tandis que « B » désigne les groupes d'escorte dirigés par les Britanniques et « C » désigne les groupes d'escorte conduits par les Canadiens. Quinze destroyers américains, quinze destroyers de la Royal Navy et douze destroyers canadiens fournissent les navires de ces groupes d'escorte, tandis que 52 corvettes britanniques et 49 corvettes de la classe Flower jouent le rôle de patrouilleurs. Environ un tiers de l'effectif théorique du groupe d'escorte du MOEF, composé de trois destroyers et de sept corvettes, est indisponible. La moitié des navires indisponibles se trouvent en réparations, dues aux dégâts de tempête ou de bataille et le reste est en réaménagement[pas clair] ou en formation réglementaire.
Un groupe d'escorte du MOEF fonctionne selon un cycle routinier de trente-trois jours. Escorte d'un convoi ON au départ des îles Britanniques, durée : neuf jours et demi ; six jours d'escale à Saint-Jean de Terre-Neuve ; escorte d'un convoi HX ou SC vers les îles Britanniques, durée : neuf jours et demi ; enfin, huit jours de remise en condition à leur base britannique de Derry. L'acheminement en passant par l'Islande élimine la nécessité pour la plupart des escortes, de maintenance dans le mouillage mal équipé d'Hvalfjörður ;  les États-Unis maintiennent en Islande une force supplémentaire de cinq destroyers pour escorter les navires entre les routes transatlantiques et les bases militaires des États-Unis. La Royal Navy fournit une force d'escorte locale de chalutiers navals de l'est dans les approches occidentales, tandis que le Canada prodigue une force d'escorte locale de l'Ouest (WLEF) de corvettes, de dragueurs de mines et de destroyers à courte portée entre le port d'Halifax et Terre-Neuve.

## Composition initiale de laMid Ocean Escort Force

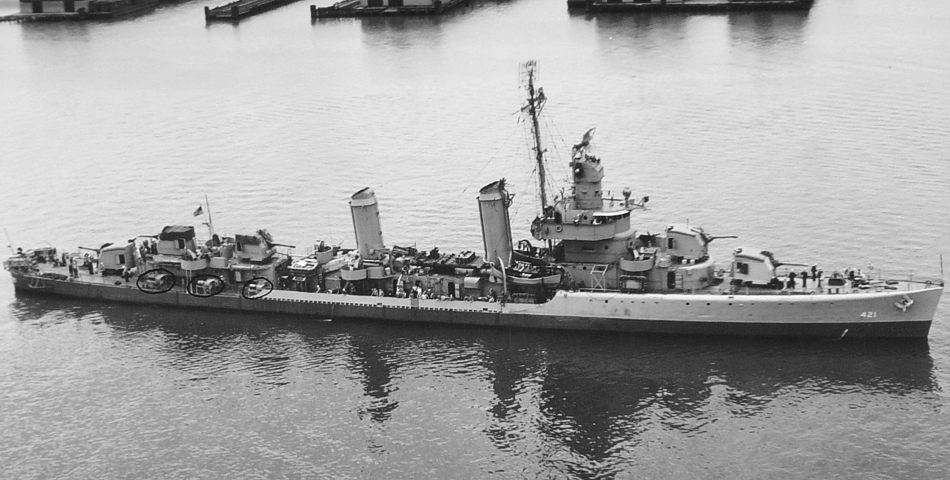
L' est l'un des destroyers américains modernes initialement affecté au MOEF.

- Groupe d'escorte A-1 : destroyers de la classe Benson (Benson) et de la classe Clemson (Broome, MacLeish et McCormick), avec les corvettes de la classe Flower (Alberni, Collingwood et Hepatica[17])
- Groupe d'escorte A-2 : destroyers de la classe Gleaves (Niblack), le cotre de la classe Treasury (en) (Ingham), avec les corvettes de la classe Flower (Mayflower, Rosthern, Agassiz, Chambly, Barrie et Aconit)
- Groupe d'escorte A-3 : destroyers de la classe Gleaves (Gleaves), le cotre de la classe Treasury (Spencer), avec les corvettes de la classe Flower (Bittersweet, Chilliwack, Shediac et Algoma)
- Groupe d'escorte A-4 : destroyers de la classe Benson (Mayo) et de la classe Clemson (Simpson), avec corvettes de la classe Flower (Impulse, Ready, HNoMS Andenes, Eglantine, Rose, Potentilla et HMS Mignonette)
- Groupe d'escorte A-5 : destroyers de la classe Gleaves (Bristol) et de la classe Sims (Buck), avec les corvettes de la classe Flower (Kingcup, Loosestrife, Dianella et Roselys)
- Groupe d'escorte B-1 : destroyers de la classe H (Hurricane), de la classe Town (Rockingham) et de la classe V (Venomous), avec les corvettes de la classe Flower (Anchusa, Dahlia et Monkshood)

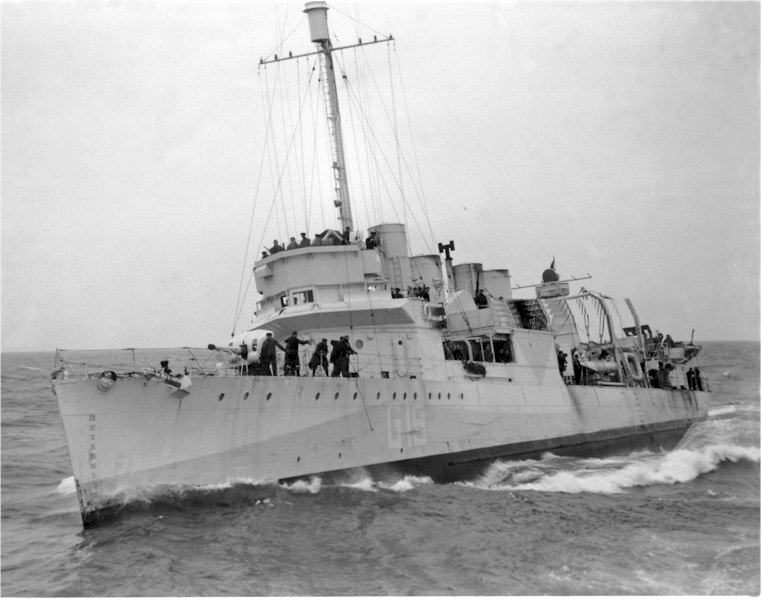
Le destroyer à faible rayon d'action HMS Leamington a été l'un des premiers membres du groupe d'escorte B2, remplacé plus tard par les destroyers à longue portée de classe V et W (Vanessa et Whitehall).

- Groupe d'escorte B2 : destroyer de la classe H (Hesperus), de la classe Town (Leamington) et de la classe V (Veteran), avec les corvettes de la classe Flower (Clematis, Gentian, Sweetbriar et Vervain[17])
- Groupe d'escorte B-3 : destroyer de la classe H (Harvester), de la classe Town (Georgetown), de la classe B (Bulldog), avec les corvettes de la classe Flower (Heartsease, Narcissus, Lobelia et Renoncule)
- Groupe d'escorte B-4 : destroyer de la classe H (Highlander), de la classe Town (Roxborough), de la classe W (Winchelsea), avec les corvettes de la classe Flower (Anemone, Pennywort et Asphodel)
- Groupe d'escorte B-5 : destroyer de la classe H (Havelock), de la classe Town (Caldwell), de classe V et W (Vanoc et Walker), avec les corvettes de la classe Flower (Pimpernel, Godetia et Saxifrage)

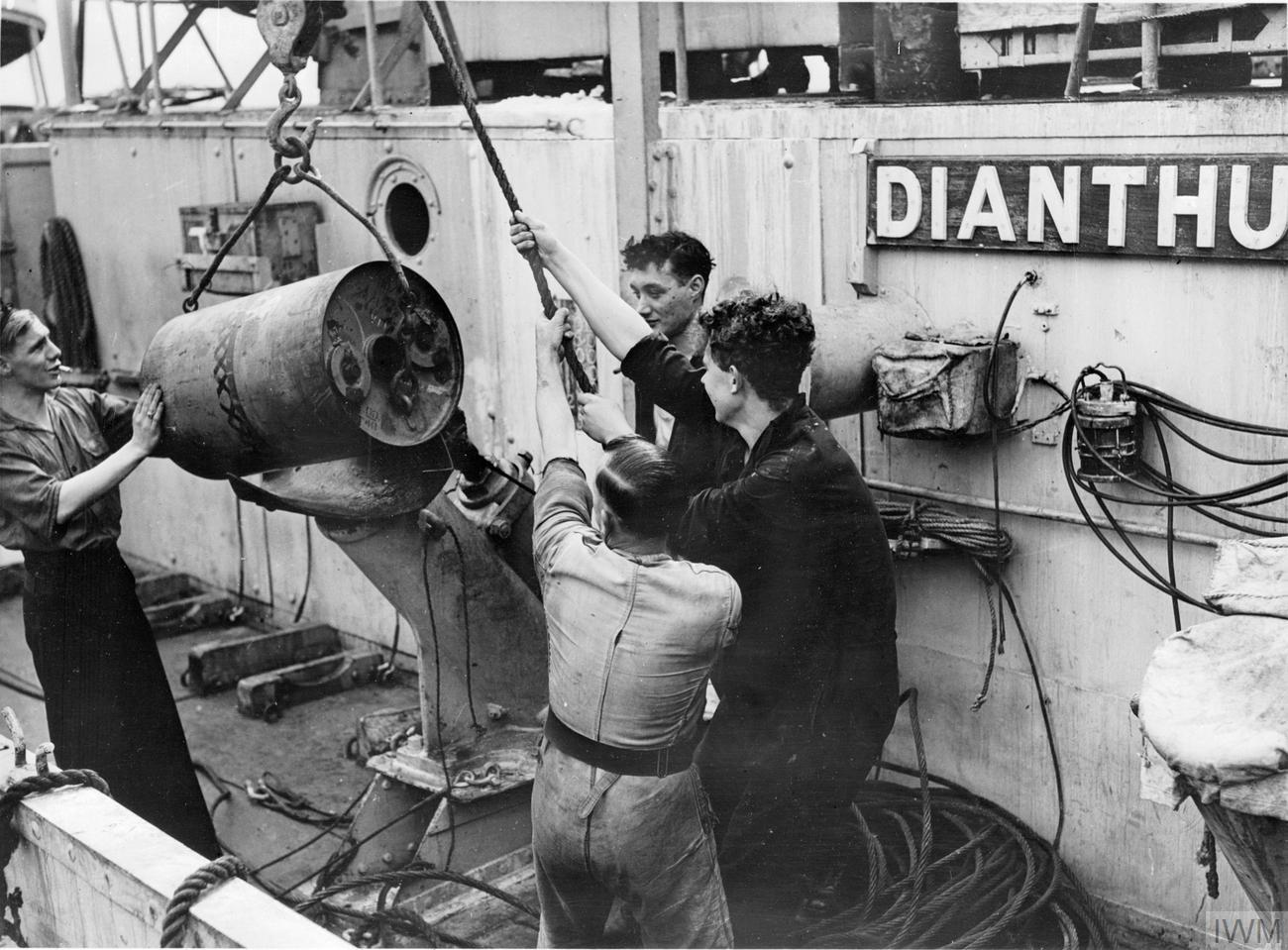
Corvette HMS Dianthus de la classe Flower en opération avec les groupes d'escorte A-3 et C-1.

- Groupe d'escorte C-1 : destroyer canadien de la classe River (Assiniboine), de la classe Town (St. Croix) avec les corvettes de la classe Flower (Buctouche, Chambly, Dianthus et Nasturtium[17])
- Groupe d'escorte C-2 : destroyer canadien de la classe River (St. Laurent), de la classe Town (Broadway), avec les corvettes de la classe Flower (Brandon, Drumheller, Morden et Polyanthus)
- Groupe d'escorte C-3 : destroyers canadiens de la classe River (Saguenay et Skeena), avec les corvettes de la classe Flower (Wetaskiwin, Sackville, Galt et Camrose)
- Groupe d'escorte C-4 : destroyers canadiens de la classe River (Ottawa et Restigouche), de la classe Town (St. Francis), avec les corvettes de la classe Flower (Lethbridge, Prescott, Eyebright et Arvida)

## Pénurie de destroyers

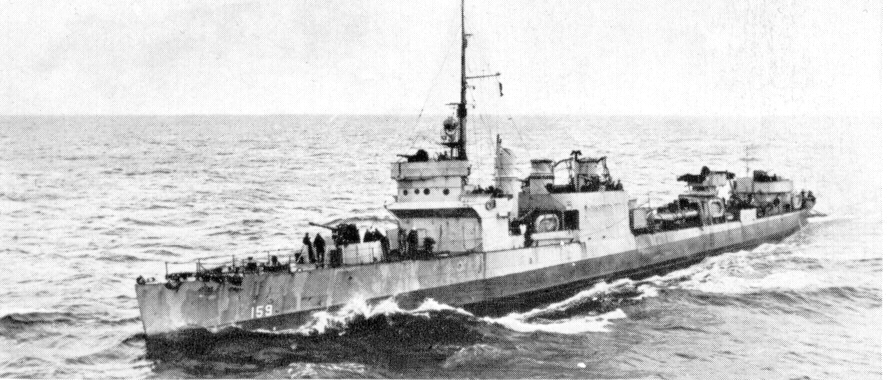
L' était l'un des destroyers de la classe Wickes à faible rayon d'action fournissant une escorte vers et depuis l'Islande.

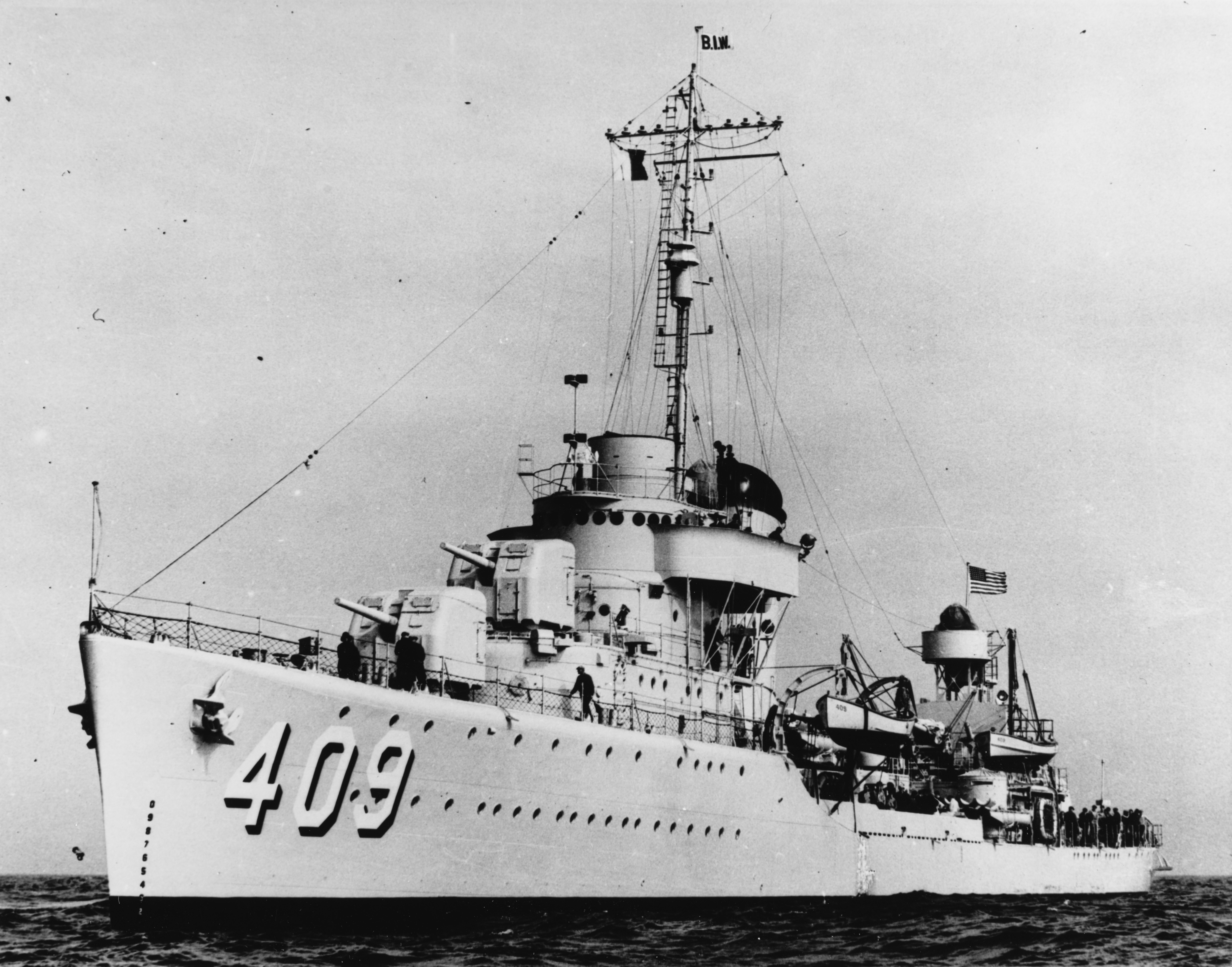
Le destroyer moderne a été retiré d'Islande à la fin de 1941 pour escorter l' vers le Pacifique. Le Sims a été coulé lors de la bataille de la mer de Corail le 7 mai 1942.

Les corvettes avaient une endurance adéquate pour les missions du MOEF, mais l'économie de carburant des destroyers était médiocre aux vitesses de fonctionnement des convois. Les chefs de groupe d'escorte étaient des destroyers modernes avec une endurance adéquate, mais, parmi les destroyers plus anciens affectés à l'escorte de convois commerciaux, seul le sous-groupe Clemson des destroyers de la classe Town s'est révélé approprié pour les affectations du MOEF. Les destroyers de la classe Wickes étaient utiles pour le WLEF canadien et la navette américaine d'Islande ; mais manquait de rayon d’action pour rester avec un convoi commercial sur toute la distance couverte par les groupes d'escorte du MOEF. L'Amirauté a converti certains destroyers des classes V et W en escortes à longue portée en retirant la chaudière avant et en utilisant l'espace pour des réservoirs de carburant supplémentaires.
Dix-neuf detroyers américains modernes ont quitté l'Atlantique pour escorter les cuirassés New Mexico, Mississippi, Idaho et North Carolina et les porte-avions Yorktown, Wasp et Hornet vers le Pacifique. Les destroyers américains restants ont été détournés des affectations du MOEF vers des convois de troupes et en réponse à la seconde période de « temps heureux » des U-boote au large de la côte est américaine. Les groupes d'escorte A-1 et A-2 ont été dissous lorsque leurs chefs de destroyer américains modernes ont été affectés ailleurs. Les groupes d'escorte A-4 et A-5 ont été renommés B6 et B7, respectivement, lorsque la Royal Navy désigna les destroyers de la classe F (Fame et Firedrake) comme chefs de file. Le groupe d'escorte B5 a été réaffecté aux convois commerciaux des Caraïbes en mars 1942. À partir d'avril, les onze groupes suivants ont escorté des convois HX, SC et ON pendant l'hiver 1942-1943 :

## Groupe d'escorte A-3

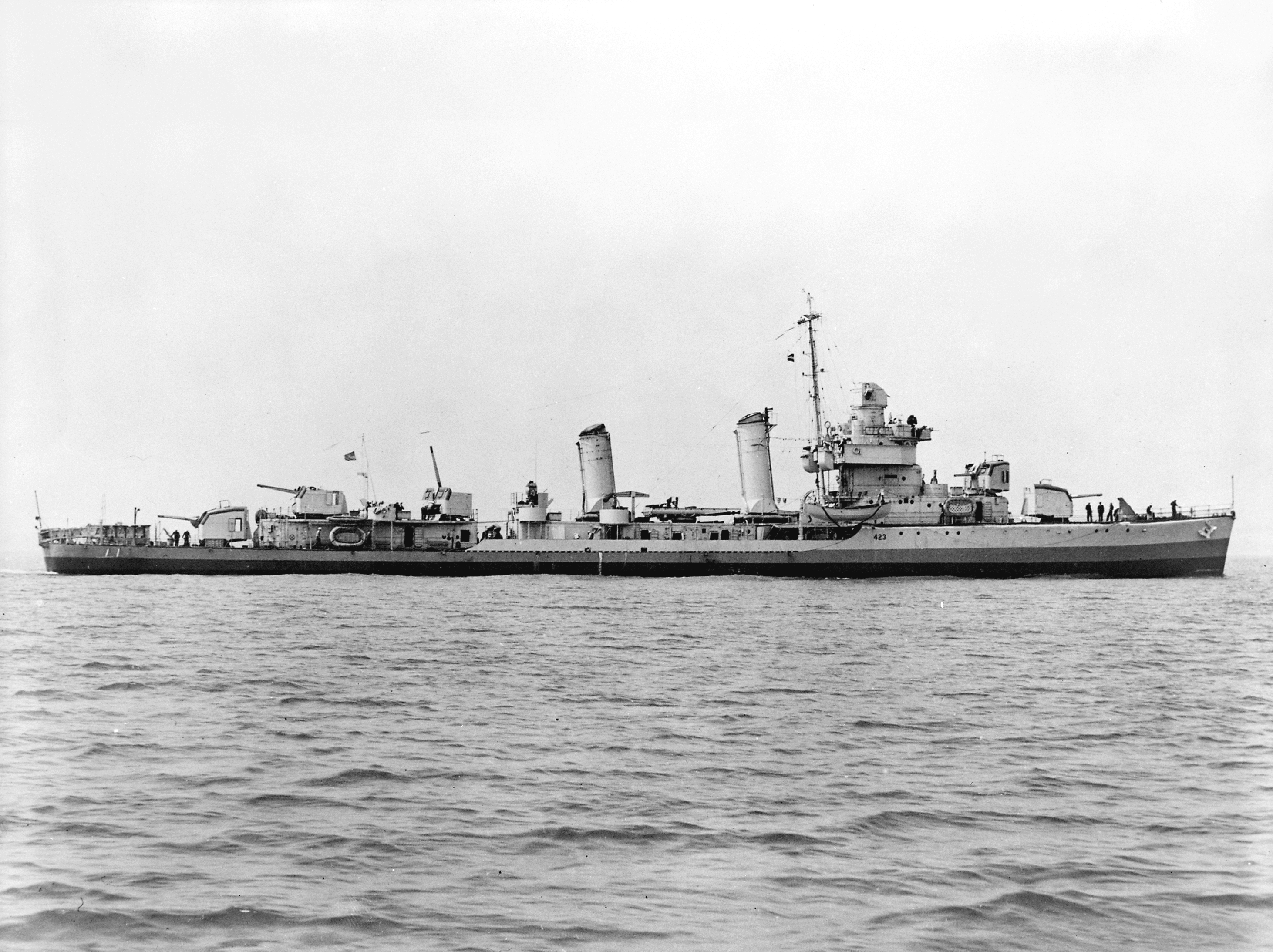
Chef d'escorte du groupe A-3 : USS Gleaves.

- Le convoi HX 185 a été escorté sans perte[23].

Le destroyer Gleaves a quitté le groupe d'escorte après la perte de sept navires du convoi ON 92. Les cotres Spencer et Campbell ont assumé la responsabilité de chef d'escorte. Les corvettes Mayflower et Trillium ont remplacé les corvettes Chilliwack, Shediac et Algoma.
- Le convoi HX 190 est escorté sans perte[23]
- Le convoi ON 102 a perdu un navire torpillé par l'U-124[26]
- Les convois HX 196 et ON 114 ont été escortés sans perte[27]
- Le convoi SC 95 a perdu un navire torpillé par l'U-705[28]
- Le convoi ON 125 a été escorté sans perte[29]. La corvette Rosthern a rejoint le groupe[25]
- Le convoi SC 100 a perdu trois navires torpillés par les U-596, U-617 et U-432[30]
- Les convois ON 135 et HX 212 sont escortés sans perte

La corvette Dianthus a remplacé les corvettes Mayflower et Bittersweet
- Le convoi ON 145 a perdu un navire torpillé par l'U-518[31]

La corvette Dauphin rejoint le groupe.
- Les convois SC 111, ON 156 et HX 223 ont été escortés sans perte[32]
- Le convoi ON 166 a perdu onze navires[29]
- Le convoi SC 121 a perdu sept navires[33]
- Le convoi ON 175 est escorté sans perte
- Le convoi HX 233 a perdu un navire torpillé par l'U-628[34]

Le groupe d'escorte a ensuite été redésigné C-5 sous commandement canadien après la réaffectation des cotres de la classe Treasury pour la conversion en vaisseaux amiraux de la force amphibie.

## Groupe d'escorte B-1
Des corvettes Borage, Meadowsweet et Wallflower ont rejoint le groupe ; le Venomous a été remplacé par l'escorte de la classe W (à longue portée) Watchman. Les convois HX 187, ON 96, HX 193, ON 108, SC 92, ON 119, HX 201, ON 124, HX 206, ON 134, SC 105, HX 215, ON 151, SC 114, ON 162, SC 119, ON 171 et HX 230 ont été escortés sans perte. Le convoi ON 178 a perdu trois navires torpillés par les U-415 et U-191.

## Groupe d'escorte B-2

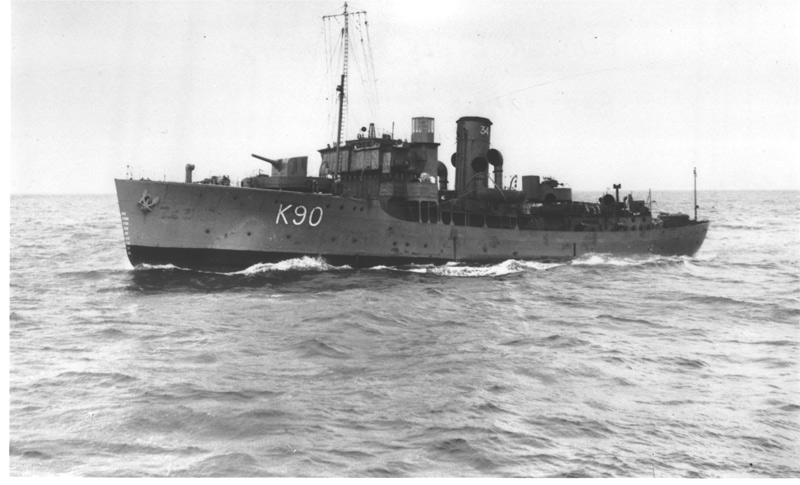
La corvette de la classe Flower HMS Gentiane du groupe d'escorte B-2.

Les corvettes Campanula, Heather, Mignonette ont rejoint le groupe ; et les destroyers à faible rayon d'action Leamington et Veteran ont été remplacés par des escortes à long rayon d'action de classe V et W Vanessa et Whitehall. Les convois SC 81, ON 97, SC 86, ON 107, HX 198, ON 118, HX 203, ON 128, HX 208, ON 138, HX 213, ON 148, HX 219 et ON 159 ont été escortés sans perte. Le convoi SC 118 a perdu huit navires. Les convois ON 170, SC 123 et ONS 4 sont escortés sans perte.

## Groupe d'escorte B-3
Les destroyers de faible rayon d'action Georgetown et Bulldog ont été remplacés par le destroyer de classe E Escapade et les destroyers polonais Burza et Garland. La corvette Orchis est remplacé par le Heartsease et les quatre corvettes des forces françaises libres (Aconit, Lobelia, Renoncule et Roselys) ont été affectées dans ce groupe. Les convois HX 188, ON 98, HX 194, ON 110, SC 93, ON 121, HX 202, ON 126, HX 207, ON 136, SC 106, ON 146, HX 218, ON 157 et SC 117 ont été escortés sans perte. Le convoi ON 167 a perdu deux navires. Le convoi HX 228 a perdu quatre navires torpillés par les U-221, U-757 et U-444. L'U-444 a été coulé par le chef de groupe HMS Harvester, qui est ensuite torpillé par l'U-432. L'U-432 a ensuite été coulé par l'Aconit. Le Keppel a été nommé remplaçant du chef de groupe. Le convoi ON 174 a été escorté sans perte. Le convoi HX 232 a perdu trois navires torpillés par les U-563 et U-168.

## Groupe d'escorte B-4
Les corvettes Abelia, Clover et Snowflake ont rejoint le groupe ; le destroyer à faible rayon d'action Roxborough a été remplacé par le destroyer de la classe Town Beverley. Les convois SC 82, ON 99, SC 87, ON 109, HX 199, ON 120, HX 204 et ON 130 ont été escortés sans perte. Le convoi HX 209 a perdu un navire torpillé par l'U-254. Les convois ON 140, HX 214, ON 150, HX 220, ON 161 et ON 169 ont été escortés sans perte. Le convoi HX 229 a perdu douze navires. Le convoi ON 176 a perdu un navire et le Beverley a été torpillé par l'U-188. Le convoi HX 234 a perdu un navire torpillé par l'U-306.

## Groupe d'escorte B-6
Les corvettes de la classe Flower aux effectifs de la marine royale norvégienne Andenes, Eglantine, Rose, Potentilla et Montbretia du groupe d'escorte A4, et le nouveau chef de file destroyer de la classe F Fame ont été rejoints par le Viscount de la classe V (qui avait été reconstruit en tant que navire d'escorte à long rayon d'action), le destroyer de la classe Town Ramsey, et les corvettes britanniques Kingcup et Vervain. Les convois SC 83, ON 101, SC 88, ON 111 et HX 200 ont été escortés sans perte. Le convoi ON 122 a perdu quatre navires torpillés par les U-605, U-176 et U-438. Les convois HX 205 et ON 132 ont été escortés sans perte. Le convoi SC 104 a perdu sept navires. Le convoi ON 144 a perdu cinq navires torpillés par les U-264, U-184 et U-624. Le Montbretia a été torpillé par l'U-262. Le convoi HX 217 a perdu deux navires torpillés par les U-524 et U-553. Les convois ON 155, SC 116, ON 165, HX 227, ONS 1 et SC 125 ont été escortés sans perte.

## Groupe d'escorte B-7

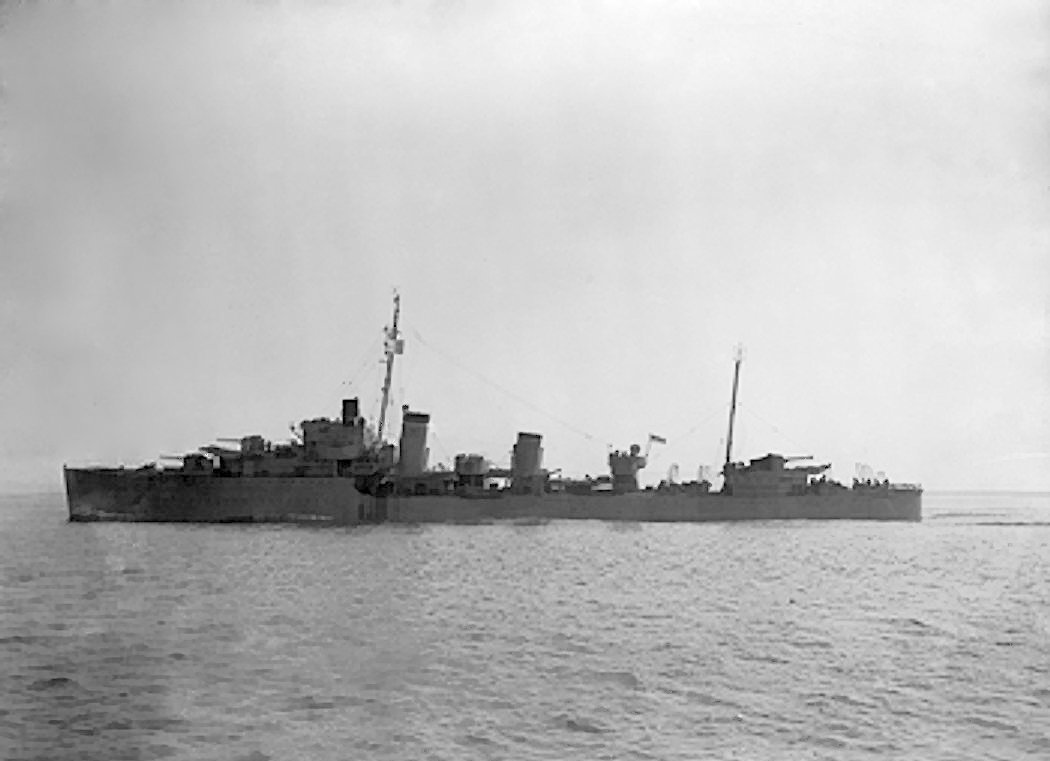
Chef d'escorte du groupe B7 HMS Duncan

La corvette de la classe Flower Loosestrife du groupe d'escorte A-5 et le nouveau destroyer de la classe F Firedrake ont été rejoints par les destroyers de la classe Town Chesterfield et Ripley et par les corvettes Alisma, Coreopsis, Jonquil, Pink et Sunflower. Les convois HX 186, ON 94, HX 192, ON 106, SC 91, ON 117, SC 103, ON 142 et HX 216 ont été escortés sans perte. Le convoi ON 153 a perdu trois navires torpillés par les U-610, U-356 et U-621. Le 17 décembre 1942, le HMS Firedrake est torpillé et coulé par l'U-211. Le destroyer de la classe D HMS Duncan a été nommé chef de groupe de remplacement ; et la frégate de la classe River Tay rejoint le groupe. Les convois SC 115, ON 164, SC 120 et ON 173 ont été escortés sans perte. Le convoi HX 231 a perdu trois navires torpillés par les U-635, U-630 et U-706. Le convoi ONS 5 a perdu onze navires.

## Groupe d'escorte C-1
La corvette Buctouche a été remplacée par les corvettes Battleford, Chilliwack, Orillia et Primrose. Le convoi HX 189 a été escorté sans perte. Le convoi ON 100 a perdu trois navires torpillés par les U-94 et U-124. Les convois HX 195 et ON 112 ont été escortés sans perte. Le convoi SC 94 a perdu dix navires. Le chef de groupe Assiniboine et les corvettes Dianthus, Nasturtium et Primrose ont été remplacés par le destroyer St. Laurent et les corvettes Eyebright, Napanee, Kenogami et Shediac. Les convois ON 123, SC 99, ON 133, HX 211, ON 143 et SC 110 ont été escortés sans perte. Les corvettes fleuries Orillia, Chambly et Eyebright ont quitté le groupe. Le convoi ON 154 a perdu treize navires. Le convoi HX 222 a perdu un navire torpillé par l'U-268. La corvette Chilliwack a été remplacée par la nouvelle frégate Itchen. Les convois ONS 2 et SC 127 ont été escortés sans perte.

## Groupe d'escorte C-2

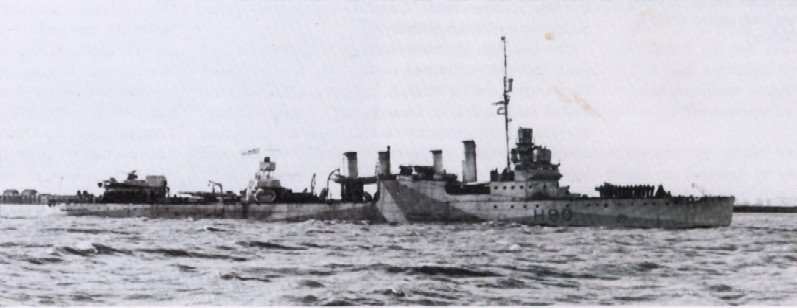
Destroyer de la classe Town HMS Broadway du groupe d'escorte C-2.

Les convois SC 84, ON 103 et SC 89 ont été escortés sans perte. Le destroyer Burnham a remplacé le destroyer St. Laurent ; et la corvette de la classe Flower Dauphin a rejoint le groupe. Le convoi ON 113 a perdu trois navires torpillés par les U-552, U-607 et U-132 tandis que le destroyer de la classe Town St. Croix a coulé l'U-90. Les convois HX 201 et ON 119 ont été escortés sans perte. Le convoi SC 97 a perdu deux navires torpillés par l'U-609 tandis que le Morden a coulé l'U-756. Les convois ON 129 et SC 102 ont été escortés sans perte. Le destroyer Sherwood remplacé le destroyer Burnham ; et les corvettes de la classe Flower Pictou et Primrose ont remplacé les corvettes Dauphin et Brandon. Le convoi ON 139 a perdu deux navires torpillés par l'U-443. La corvette Orillia a rejoint le groupe. Les convois SC 108, ON 149 et SC 113 ont été escortés sans perte. De nouvelles frégates de classe River, Lagan et Waveney rejoint le groupe. Les convois ON 160, HX 225 et ON 179 sont escortés sans perte.

## Groupe d'escorte C-3
Les convois ON 93, HX 191, ON 104 et SC 90 sont escortés sans perte. La corvette Camrose a été remplacée par la corvette Agassiz. Le convoi ON 115 a perdu deux navires torpillés par les U-552 et U-553 tandis que le Skeena et la corvette Wetaskiwin ont coulé l'U-588. Les convois HX 202, ON 121, SC 98, ON 131, HX 210 et ON 141 ont été escortés sans perte. Le convoi SC 109 a perdu un navire torpillé par l'U-43 et le Saguenay a été irrémédiablement endommagé lorsque des charges de profondeur ont explosé de sa poupe à la suite d'une collision. Il est remplacé par le destroyer Burnham. Les corvettes Wetaskiwin, Sackville, Galt et Agassiz ont été remplacées par les corvettes Bittersweet, Eyebright, La Malbaie et Mayflower. La nouvelle frégate de classe River Jed a rejoint le groupe. Les convois ON 152, HX 221, ON 163, HX 226, ON 172, SC 124 et ON 180 ont été escortés sans perte.

## Groupe d'escorte C-4
Les convois ON 95, SC 85, ON 105, HX 197, ON 116 et SC 96 ont été escortés sans perte. Le destroyer St. Francis a été remplacé par le destroyer de la classe Town St. Croix et les corvettes de la classe Flower Lethbridge, Prescott et Eyebright ont été remplacées par les corvettes Amherst, Celandine et Sherbrooke. Le convoi ON 127 a perdu six navires, et l'Ottawa a été torpillé par l'U-91. Les convois SC 101 et ON 137 ont été escortés sans perte. Le convoi SC 107 a perdu quinze navires. Le destroyer St. Croix a été remplacé par le destroyer de la classe Town Churchill et la corvette de la classe Flower Arvida a été remplacée par les corvettes Brandon et Collingwood. Les convois ON 147, SC 112 et ON 158 ont été escortés sans perte. Le convoi HX 224 a perdu deux navires torpillés par l'U-456. Les convois ON 177 et HX 235 ont été escortés sans perte.

## Printemps 1943

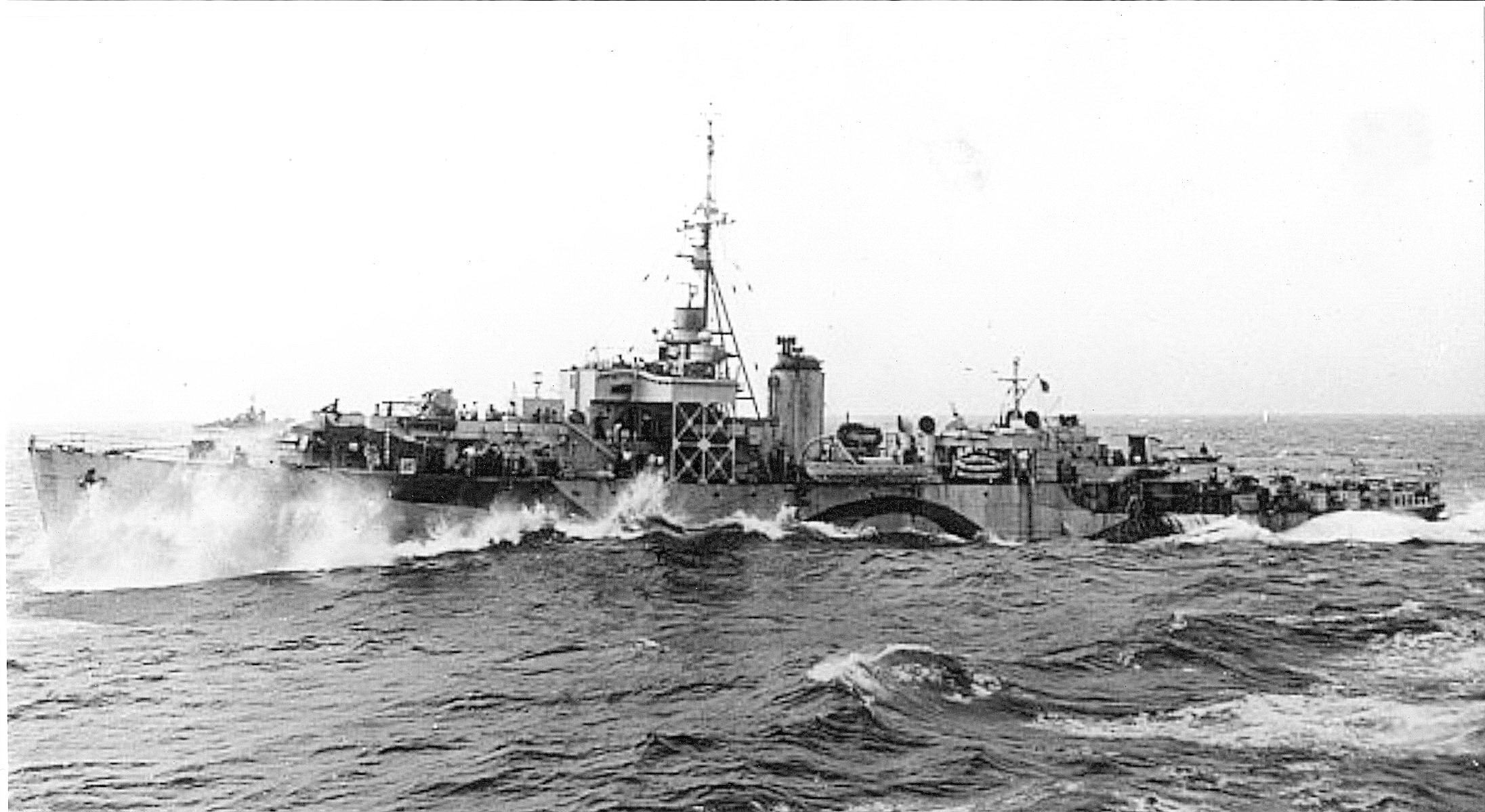
Frégate de classe River HMS Swale du groupe d'escorte B-5.

Le groupe d'escorte B-5 est revenu au MOEF avec un destroyer de la classe H (Havelock), des corvettes de classe Flower (Pimpernel, Godetia, Saxifrage, Buttercup et Lavender), avec une nouvelle frégate de classe River (Swale), remplaçant les anciens destroyers. Le convoi ON 168 a été escorté sans perte. Le convoi SC 122 a perdu huit navires. Le convoi SC 126 a été escorté sans perte.
Les frégates de classe River ont apporté deux avantages importants au MOEF. Leur nombre a laissé le temps aux navires d'escortes plus anciens de se rééquiper avec des capteurs modernes comme un radar de 10 centimètres et des armes de lutte anti-sous-marine modernes comme le projecteur Hedgehog. Les destroyers remplacés par de nouvelles frégates ont été constitués en groupes de soutien mobiles capables de se déplacer rapidement vers des convois attaqués. En 1943, de nouveaux porte-avions d'escorte ont été mis en service pour accroître la capacité de surveillance des groupes de soutien. Alors que le temps hivernal s'éclaircissait, de nouveaux bombardiers de patrouille B-24 Liberator Consolidated à très longue portée ont étendu la surveillance dans l'ensemble de l'Atlantique.